# Perri Shakes-Drayton
Perri Shakes-Drayton (née le 21 décembre 1988 à Londres) est une athlète britannique spécialiste du 400 mètres haies.

## Biographie

### Carrière sportive
Huitième des Championnats du monde juniors 2006, Perri Shakes-Drayton remporte la médaille d'argent du 400 m haies lors des Championnats d'Europe juniors 2007 d'Hengelo où elle améliore le record britannique junior de la spécialité en 56 s 46. Lors de la saison 2009, elle devient championne d'Europe espoirs, devant sa compatriote Eilidh Child, puis s'incline en demi-finale des mondiaux de Berlin.
Elle améliore son record personnel en début de saison 2010 en réalisant 54 s 91 lors du meeting de Turin. Sélectionnée pour les Championnats d'Europe de Barcelone, Perri Shakes-Drayton se classe troisième de la finale derrière la Russe Natalya Antyukh et la Bulgare Vania Stambolova. Elle signe un nouveau record personnel avec le temps de 54 s 18.
Le 9 juin 2011, Perri Shakes-Drayton termine 2e de la troisième étape de la ligue de diamant 2011 à Oslo avec 54 s 77 sa meilleure performance de la saison.
Elle établit un nouveau record personnel en 53 s 77, en juillet 2012, lors du meeting de l'Aviva London Grand Prix, dominant notamment la championne d'Europe Irina Davydova et la Jamaïcaine Kaliese Spencer.
Elle annonce mettre un terme à sa carrière sportive le 13 février 2020, à 31 ans.

### Autres
Perri Shakes-Drayton est attendue dans la 10e saison de l'émission britannique « Dacing on ice », une variante de l'émission Danse avec les stars mais en patinage. La saison sera diffusée en 2018. Elle est éliminée au bout de 3 semaines de compétition, le 28 janvier.

## Palmarès
| Date | Compétition                       | Lieu       | Résultat | Épreuve     | Temps         |
| ---- | --------------------------------- | ---------- | -------- | ----------- | ------------- |
| 2006 | Championnats du monde juniors     | Pékin      | 8e       | 400 m haies | 59 s 37       |
| 2007 | Championnats d'Europe juniors     | Hengelo    | 2e       | 400 m haies | 56 s 46       |
| 2009 | Championnats d'Europe espoirs     | Kaunas     | 1re      | 400 m haies | 55 s 26       |
| 2010 | Championnats du monde en salle    | Doha       | 3e       | 4 × 400 m   | 3 min 30 s 29 |
| 2010 | Championnats d'Europe             | Barcelone  | 3e       | 400 m haies | 54 s 18       |
| 2010 | Championnats d'Europe             | Barcelone  | 2e       | 4 × 400 m   | 3 min 24 s 32 |
| 2011 | Championnats d'Europe par équipes | Stockholm  | 3e       | 400 m haies | 55 s 06       |
| 2011 | Championnats du monde             | Daegu      | 3e       | 4 x 400 m   | 3 min 23 s 63 |
| 2012 | Championnats du monde en salle    | Istanbul   | 1re      | 4 × 400 m   | 3 min 28 s 76 |
| 2012 | Jeux olympiques                   | Londres    | 4e       | 4 x 400 m   | 3 min 24 s 76 |
| 2013 | Championnats d'Europe en salle    | Göteborg   | 1re      | 400 m       | 50 s 85       |
| 2013 | Championnats d'Europe en salle    | Göteborg   | 1re      | 4 × 400 m   | 3 min 57 s 56 |
| 2013 | Championnats d'Europe par équipes | Gateshead  | 1re      | 400 m       | 50 s 50       |
| 2013 | Championnats du monde             | Moscou     | 6e       | 400 m haies | 56 s 25       |
| 2017 | Championnats du monde             | Londres    | 2e       | 4 x 400 m   | séries        |
| 2018 | Jeux du Commonwealth              | Gold Coast | 4e       | 4 x 400 m   | 3 min 27 s 21 |

## Records
| Épreuve       | Performance | Lieu      | Date            |
| ------------- | ----------- | --------- | --------------- |
| 400 m         | 50 s 50     | Gateshead | 22 juin 2013    |
| 400 m (salle) | 50 s 85     | Göteborg  | 3 mars 2013     |
| 400 m haies   | 53 s 67     | Londres   | 26 juillet 2013 |